# Tyranneau de Becker
Phylloscartes beckeri
Espèce
Statut de conservation UICN

 EN  : En danger
Le Tyranneau de Becker (Phylloscartes beckeri), aussi appelé Tyranneau de Bahia, est une espèce de passereau de la famille des Tyrannidae,.

## Distribution
Cet oiseau vit dans les forêts de montagne du sud-est du Brésil (au sud de l'État de Bahia, près de Boa Nova),,.

## Systématique
Cette espèce est monotypique selon la classification de référence du Congrès ornithologique international (version 9.1, 2019).